# (34932) 6644 P-L
6644 P-L (asteroide 34932) é um asteroide da cintura principal. Possui uma excentricidade de 0.20918500 e uma inclinação de 5.33996º.
Este asteroide foi descoberto no dia 26 de setembro de 1960 por Cornelis Johannes van Houten e Ingrid van Houten-Groeneveld e Tom Gehrels em Palomar.